# ヨハン・タイレ
ヨハン・タイレ（Johann Theile, 1646年7月29日-1724年6月24日）は、ドイツの作曲家、音楽理論家。とくに宗教音楽の作曲に優れ、同時代人からは「対位法の父」と称される。

## 生涯
タイレはその生涯において何度も任地を替えながら、音楽教師、宮廷楽長、オペラ作家等として幅広く活躍した。既にライプツィヒ大学法学部に在学中から、同大学の学生音楽団体であるコレギウム・ムジクムにおいて、歌手およびヴィオラ・ダ・ガンバ奏者として音楽活動を開始するとともに、1667年には処女作である学生歌集『世俗的アリアとカンツォネッタ集』を出版し、人気を集める。また、1666年-1672年の間には、ハインリヒ・シュッツに作曲の基礎を学ぶためにヴァイセンフェルスに赴き、シュッツの最後の弟子となる。その後、シュテッツィン、リューベックで音楽教師として活躍し、リューベック時代にはヨハン・アダム・ラインケンやディートリヒ・ブクステフーデと親交を結ぶ。1673年に出版された『ミサ曲集第1巻』はブクステフーデに献呈したものであり、ブクステフーデもこれに応えて、同年タイレが出版した『マタイ受難曲』に賛辞の詩を寄せている。
1673年4月1日、タイレはホルシュタイン公国のゴットルフの宮廷楽長に任命される。ホルシュタイン公クリスティアン・アルブレヒトは宮廷楽団の充実につとめ、タイレが劇場音楽に手を染めたのもゴットルフにおいてであったとされている。しかしながら、クリスティアン・アルブレヒトは、デンマーク国王クリスチャン5世と対立して失脚し、1675年にタイレを供だってハンブルクに逃れる。当時ハンブルクでは、市民による公開オペラ劇場の建設がすすめられており、タイレもニコラウス・アダム・シュトルンク、ヨハン・アダム・ラインケン等とともに、オペラ劇場の創設者の一員として名を連ねる。1678年1月2日には、タイレのオペラ『アダムとイヴ、あるいは創造され、堕落し、救済された人間』がハンブルク・ゲンゼマルクト歌劇場のこけら落としで上演される。宗教的主題によるタイレの作品がこけら落としに選ばれたのは、オペラは堕落した娯楽だと主張するハンブルクの教会関係者の反対を抑えるためであったとされている。
1685年、ヨハン・ローゼンミュラーの死去に伴い、その後任としてヴォルフェンビュッテルの宮廷楽長に就任する。さらに、1691年にはメルゼブルクの宮廷楽長に転出する。いずれの土地においても、タイレは有能な教師としても活躍し、ヴォルフェンビュッテルではゲオルク・エスターライヒを、また、メルゼブルクではヨハン・ツィーグラーをそれぞれ指導している。
1694年にメルゼブルク公クリスティアン2世が死去した後のタイレの活動には不明な点が少なくない。1701年-1705年頃にプロイセン国王フリードリヒ1世に献呈した『敬虔な教会音楽』の献辞では、国王にオーボエを教えたと述べており、1709年にはハレ大学で音楽教師として活動したことが知られている。その後、1718年には生地ナウムブルクに移り、1724年6月に死去するまで、同地の聖ヴェンツェル教会オルガニストであった息子ベネディクトゥス・フリードリヒの許で余生を過ごしている。

## 特徴
1708年にタイレが出版した作品目録（Opus musicalis compositionis）には、23曲のミサ曲、8曲のマニフィカト、12曲の詩篇曲等が掲載されており、今日までに少なからぬ作品が消失している。現存する作品の大半は合唱用の宗教音楽である。10曲のミサ曲は1曲を除いてすべて古様式（stile antico）にもとづいており、とくに『音楽の技法』（1691年頃）に収録された2曲のミサ曲は、いずれも転回可能な対位法が用いられているため、転回によってさらに2曲のミサ曲が生成する。また、ラテン語やドイツ語の詩篇による作品の多くは、4声または5声の合唱と器楽合奏のためのものであり、伝統的な17世紀の作曲様式の範を大きく超えることはないものの、音画的手法にもとづくテキストの入念な処理と対位法楽章における充実した展開等によって、確実にクライマックスを形成している。一方、1673年に出版された『マタイ受難曲』は、17世紀ドイツで発展したオラトリオ様式による受難曲の注目すべき事例であり、福音史家およびイエスの語りは一貫してヴィオラ・ダ・ガンバによって伴奏され、イエスの受難の重要な記事を注釈するため、4つの自由詩によるアリアが挿入されている。
タイレの世俗的作品のうち、ハンブルク・オペラのために作曲した3曲の作品は、ドイツ語による公開オペラの嚆矢をなすものとして重要な意義を有するが、今日いずれも消失している。一方、1667年に出版された『世俗的アリアとカンツォネッタ集』は、器楽リトルネロを伴う独唱曲24曲、二重唱曲5曲、四重唱曲1曲からなり、いつの時代も変わらぬ若者達の実直な感情がいきいきと表現されている。
対位法技法に優れたタイレは、対位法に関する専門的な著作も遺しており、ヤコブ・アードルンクは『音楽学の手引き（Anleitung zur musikalischen Gelahrtheit）』（1758年）において、タイレを「対位法の父」と称している。タイレの主著『音楽の技法』（1691年頃）は、今日5つの筆写本が残されており、当時は広く流布していたものと考えられる。なかでも、ヨハン・ゴットフリート・ヴァルターによる筆写本には、上記のミサ曲に加えて、3曲のカノン等、対位法の多様な技法を示した種々の器楽作品が収録されており、ヨハン・ゼバスティアン・バッハの晩年における特殊作品の先行事例をなしている。
タイレは17世紀におけるドイツ音楽の興隆の一翼を担い、同時代人からも高く評価されていた。ヨハン・マッテゾンは、1725年に出版した『音楽批評第2巻（Criticae musicae tomus secundus）』において、タイレを「特別に信心深く正直な人で、音楽を完全に理解していた」と評している。現代はこうした評価を復活させるに至っていない。ウィリー・マクストンは1930年代にタイレ全集の刊行を企図したものの頓挫し、マクストンが準備した草稿は今日なおハンブルク市立大学図書館に眠ったままとなっている。

## 作品一覧

### オペラ
- アダムとイヴ、あるいは創造され、堕落し、救済された人間（Adam und Eva, oder Der erschaffene, gefallene und auffgerichtete Mensch）、5幕、1678年、ハンブルクにて初演、テキストのみ現存
- オロンテ（Orontes）、3幕、1678年、ハンブルクにて初演、テキストのみ現存
- キリストの生誕（Die Geburth Christi）、3幕、1681年、ハンブルクにて初演、テキストのみ現存

### 宗教曲
- 6つのミサ曲集第1巻（Pars prima [6] missarum）、1673年、ヴィスマールにて出版、編成：SATB, bc
- マタイ受難曲（Passio nach dem Heiligen Evangelisten Matthao）、1673年、リューベックにて出版、編成：SATB, 4vdg, bc
- 2つのミサ曲、1686年、消失（『音楽の技法』に収録されたミサ曲と同一の可能性あり。）
- 2つのミサ曲、『音楽の技法』に収録、編成：SATB, SSATB
- 敬虔な教会音楽（Andächtige Kirchen-Music）、1701年-1705年頃、編成：SATB, insts, bc、テキストのみ現存
- 受難曲（Paßions=Gedancken）、1708年、クリスティアン・ロイターによるテキストのみ現存
- ミサ曲 ハ長調、編成：SSATB, 2cornett, 2ob, 2vn, 2va, bc
- ミサ曲 ニ短調、編成：SSATB, bc
- リタニー ハ短調、編成：SSATB, 2vn, 2violetta, fg, bc
- マニフィカト ヘ長調、編成：ATB, 2vn, bc
- ああ、我が聴くべきこと（Ach dass ich hören sollte）、コンチェルト、編成：S/T, 2vn, 2va, bc
- 主を怖れるものは幸いなり（Beatus vir）、モテット、編成：SATB, 2vn, 2violetta, bc
- 主を誉めたたえん（Benedicam Domino）、モテット、編成：SATB, 3vn, 2violetta, bc
- 我が呼びかけし時（Cum invocarem）、コンチェルト、編成：SATB, 2vn, 2va, bc
- 神の愛の現われしとき（Daran ist erschienen die Liebe Gottes）、コンチェルト、編成：SATB, 2vn, 3va, bc
- キリストの魂をあがめ（Die Seele Christi heilige mich）、コンチェルト、編成：S, 3va, bc
- 主は言われた（Dixit Dominus）、モテット、編成：SATB, 3vn, 2violetta, bc
- 主よ、御身の怒りにて（Domine ne in furore）、コンチェルト、編成：SATB, 4va, bc
- 神よ、我を救いたまえ（Gott hilf mir）、コンチェルト、編成：S, 2violetta, bc
- 神よ、我を救いたまえ（Gott hilf mir）、コンチェルト、編成：SSATB, 4va, bc
- 神よ、我を憐れみたまえ（Gott, sei mir gnadig）、コンチェルト、編成：SATB, 2vn, 2va, bc
- 主よ、我らの支配者よ（Herr, unser Herrscher）、コンチェルト、編成：SSATB, 3tr, tm, 2cornett, 3tbn, 2vn, 2va, fg, bc
- 我はいかなる時も主を目に浮かべ（Ich habe den Herrn allezeit vor Augen）、コンチェルト、編成：SATB, 2vn, 2vdg, bc
- 我は汝主を誉めまつる（Ich preise dich Herr）、コンチェルト、編成：SSATB, 2vn, 2va, bc
- 我はいかなる時も主を誉めたたえん（Ich will den Herrn loben allezeit）、コンチェルト、編成：AB, 2insts, bc
- 我はいかなる時も主を誉めたたえん（Ich will den Herrn loben allezeit）、モテット、編成：SSATB, 2vn, 2va, bc
- もろもろの国よ、主を歓呼せよ（Jauchzet Gott, alle Lande）、コンチェルト、編成：SSATB, 2tr, 2vn, 2va, fg, bc
- イエスよ、我が主にして唯一なる神（Jesu, mein Herr und Gott allein）、コンチェルト、編成：S, 2vdg, bc
- 主を歓呼せよ（Jubilate Deo）、モテット、編成：SATB,2vn, 2va, bc
- 主を誉めまつれ（Laudate Dominum）、モテット、編成：SATB, 3vn, 2violetta, bc
- 神よ、我がうちに作りたまえ（Schaffe in mir Gott）、モテット、編成：SATB, 2vn, 2violetta, bc
- 勝利せよ、アレルヤ（Triumpff, alleluja）、コンチェルト、編成：SSB, 2insts, bc
- 我が民を慰めたまえ（Tröstet mein Volk）、コンチェルト、編成：SSATB, 2tr, 2vn/2cornett, 2tbn, bc
- なにゆえ、もろもろの国びと騒ぎたち（Warum toben die Heiden）、コンチェルト、編成：SSATB, 2tr, tm, 2vn, 2va, fg, bc
- 汝の願いを投げよ（Wirf dein Anliegen）、コンチェルト、編成：SATB, 3vdg, bc

### 世俗歌曲
- 世俗的アリアとカンツォネッタ集（Weltlicher Arien und Canzonetten erstes, anderes und drittes Zehen）、1667年、ライプツィヒにて出版、編成：1, 2, 4vv, 4vdg, bc
- うちのちびは大きな長いひげをはやし（Unser Matz hat einen grossen langen Bart）、マドリガル、編成：ATB, bc

### 器楽曲
- ソナタと組曲集、1683年頃、編成：3insts, bc、消失
- 新しいソナタ集、1699年頃、消失
- ソナタ ハ長調、編成：2vn, tbn, fg, bc
- ソナタ ハ長調、『音楽の技法』に収録、編成：4insts, bc
- ソナタ ハ長調、『音楽の技法』に収録、編成：4insts, bc
- ソナタ ヘ長調、『音楽の技法』に収録、編成：2insts, bc
- ソナタ ト短調、『音楽の技法』に収録、編成：2insts, bc
- ソナタ イ長調、編成：vn, 2va, bc
- フーガ ト短調、『音楽の技法』に収録、編成：3insts
- 組曲 ト短調、『音楽の技法』に収録、編成：4insts
- 組曲 変ロ長調、『音楽の技法』に収録、編成：4insts
- 2つのアリア ホ短調、『音楽の技法』に収録、4insts
- カノン（Canon per augmentationem）、『音楽の技法』に収録
- カノン（Canon à 2, 3 vel 4 contrario motu per augmentationem）、『音楽の技法』に収録
- カノン（Canon duplex à 3 vel 4 motu contrario per augmentationem）、『音楽の技法』に収録
- 二重対位法楽曲（Doppelter Kontrapunkt mit Umkehrungen）、『音楽の技法』に収録

### 理論的著作
- 音楽の技法（Das musikalisches Kunstbuch）、1691年頃
- 対位法講義（Contrapuncta praecepta）
- 二重対位法講義（Curieuser Unterricht von den gedoppelten Contrapuncten）
- 二重対位法の基本講義（Gründlicher Unterricht von den gedoppelten Contrapuncten）
- 二重対位法の簡潔にして明白な規則（Kurtze doch deütliche Regulen von denen duppeleten Contrapuncten）
- 二重対位法とその用法に関する講義（Unterricht von einigen gedoppelten Contrapuncten und deren Gebrauch）
- 三重対位法について（Von dem dreifachten Contrapuncten）
- 四重対位法について（Von dem vierfachen Contrapunct alla octava）

## 参考資料

### 研究文献
- Willy Maxton, Johann Theile, Dissertation, Universität Tübingen, 1927
- Jocelyn Mackey, The Sarced Music of Johann Theile, Dissertation, University of Michigan, 1968
- Werner Braun, "Theile-Studien", Festschrift Arno Forchert zum 60. Geburtstag, Kassel: Bärenreiter, 1986, pp.77-85

### 現代譜
- Friedrich Zelle ed., "Passionsmusiken", Denkmaler deutscher Tonkunst 1 (17), Wiesbaden: Breitkopf & Härtel, 1958
- Rudolf Gerber ed., "Zwei Kurzmessen zu 5 Stimmen", Das Chorwerk 16, Wolfenbuttel: Moseler Verlag, 1932
- Stephan Blaut ed., "Weltlicher Arien und Canzonetten", Denkmaler mitteldeutscher Barockmusik 1 (3), Leipzig: Hofmeister, 2004
- Carl Dahlhaus ed., "Musikalisches Kunstbuch", Denkmaler norddeutscher Musik 1, Kassel: Bärenreiter, 1965

### 演奏録音
- Charles Medlam, London Baroque, Matthäus-Passion, harmonia mundi france HMA 1951159
- Manfred Cordes, Weser-Renaissance Bremen, Psalm Motets, Missa & Sonata, cpo 999 489-2
- Simone Eckert, Hamsburger Ratsmusik, Kantaten für Schloss Gottorf, Christophorus CHR 77245
- Ludger Rémy, Les Amis de Philippe, Arias & Canzonettas, cpo 777 002-2